# Cyana capensis
Cyana capensis is een vlinder uit de familie spinneruilen (Erebidae), onderfamilie beervlinders (Arctiinae). De wetenschappelijke naam van de soort is voor het eerst geldig gepubliceerd in 1903 door George Francis Hampson.
Deze beervlinder komt voor in het zuiden van het Afrotropisch gebied.